# Social Democratic Federation

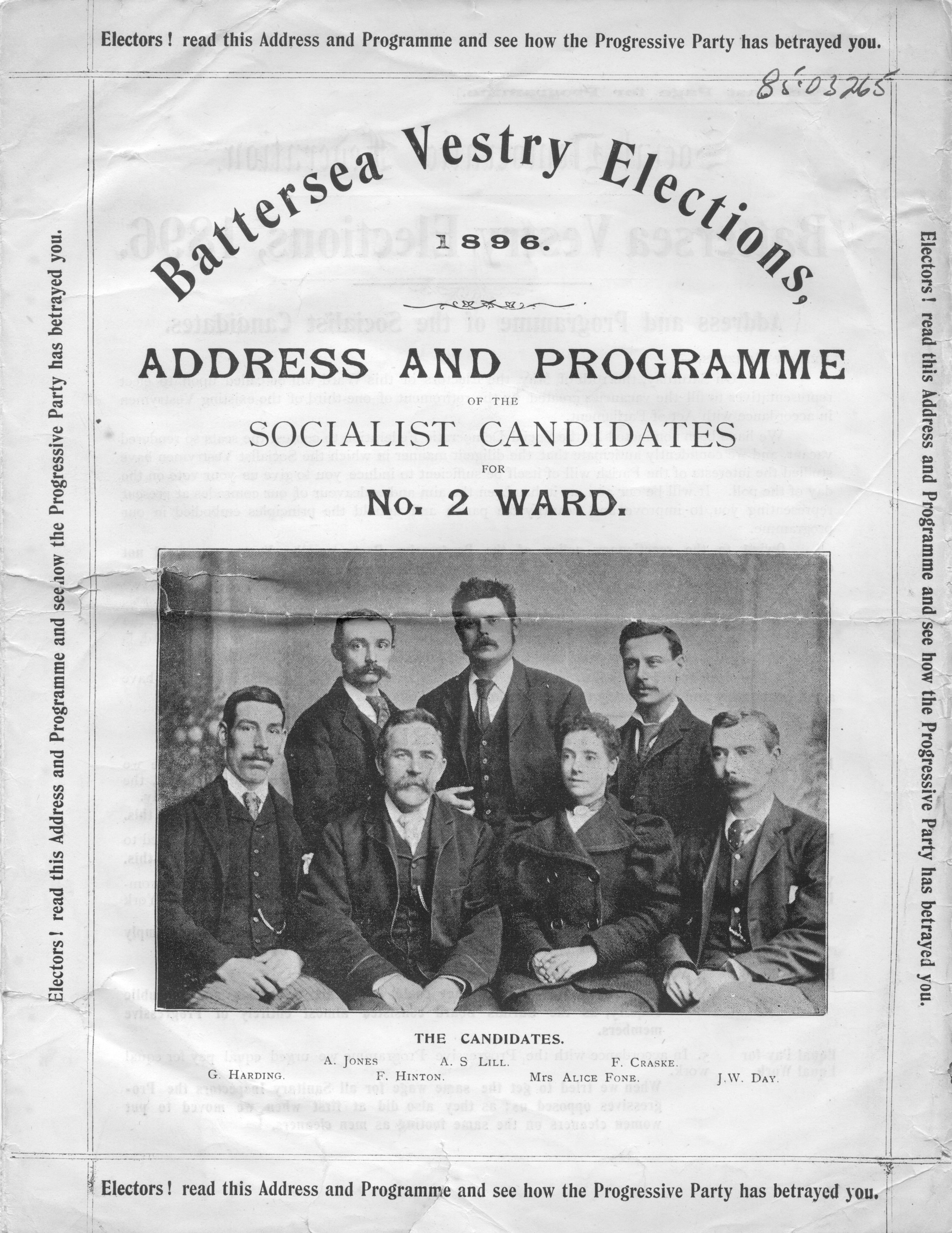
Wahlkampf-Flugblatt der SDF von 1896

Die Social Democratic Federation (SDF), deutsch Sozialdemokratische Föderation, war die erste sozialistische Partei im Vereinigten Königreich. Sie wurde 1881 als Democratic Federation gegründet, war zeitweise Mitglied der Labour Party und ging 1911 in der British Socialist Party auf.

## Geschichte
Die Social Democratic Federation entstand aus ihrer direkten Vorläuferorganisation, der Democratic Federation. Der Hintergrund der Gründung der ersten sozialistischen Partei in Großbritannien war eine beginnende Entfremdung zwischen Liberalen und Gewerkschaftern bzw. anderen Vertretern der Arbeiterbewegung. In Großbritannien war die Liberale Partei bis in das 20. Jahrhundert hinein die politische Plattform, über die Arbeitervertreter in das Unterhaus und regionale Parlamente gewählt wurden.
1880 entschied sich Henry Hyndman eine neue politische Partei zu gründen. Hyndman hatte zuvor erfolglos versucht, als unabhängiger Kandidat in das Unterhaus einzuziehen. Zwischenzeitlich las er einige Schriften Karl Marx’ und begann sich mehr und mehr für sozialistische Ideen zu begeistern. Die Democratic Federation wurde schließlich 1881 gegründet und war ein Sammelbecken für Sozialisten aber auch für Vertreter des Radikalismus, die bei den Liberalen keine politische Heimat mehr fanden.
1884 wurde die Partei schließlich in Social Democratic Federation umbenannt und bekam ein stärkeres sozialistisch-marxistisches Profil, bzw. das, was der oft autoritär agierende Vorsitzende Hyndman dafür hielt. Die SDF konnte schnell eine Reihe prominenter Persönlichkeiten als Mitglieder aufnehmen, beispielsweise William Morris, Eleanor Marx (deren Urne nach ihrem Tod im April 1898 zunächst im Büro der Sozialdemokratischen Föderation aufbewahrt wurde), Edward Aveling oder George Lansbury. Friedrich Engels hingegen blieb skeptisch. Mit der Namensänderung wurde auch die Wochenzeitung Justice als Zentralorgan der Partei aus der Taufe gehoben. Die Zeitung gewann im Laufe ihrer Existenz auch ausgemachte Skeptiker und Gegner der Partei bzw. ihres Vorsitzenden Hyndman als Autoren, wie etwa Eduard Bernstein.

## Spaltung
Als sich die SDF am 23. Dezember 1884 aufgrund politischer Differenzen aber vor allem wegen diverser Unregelmäßigkeiten um Henry Hyndman spaltete, schrieb Engels am 31. Dezember an Friedrich Adolph Sorge: Die Democratic Federation hier ist am Samstag gesprengt worden. Der Abenteurer Hyndman, der sich der ganzen Sache bemächtigt, wurde entlarvt als Verhetzer der Mitglieder untereinander, Unterschläger von Korrespondenz für den Council, und Stifter von bogus branches in den Provinzen zur Unterbringung seiner Kreaturen in den Konferenzen und Kongressen. Er erhielt ein Mißtrauensvotum, aber die Majorität trat aus, hauptsächlich weil die ganze Organisation doch nur Schwindel sei. Engels hatte vor allem eine tiefe Ablehnung gegen die Person des Parteivorsitzenden Hyndman, die er mit Karl Marx teilte, der allerdings bereits 1883 verstorben war.
Nach der Spaltung von 1884 und heftigen Auseinandersetzungen gründete sich eine Abspaltung von Hyndman-Gegnern namens Socialist League, die aber eine deutlich kürzere Lebensdauer hatte als die SDF.

## Ausrichtung
Der Charakter der SDF wurde zunehmend sektiererisch. Von Seiten der Gewerkschaften wurde ihr oftmals vorgehalten, ökonomische Auseinandersetzungen gering zu schätzen und allzu stark auf einen parlamentarischen Weg zu setzen. Politiker der SDF attackierten Vertreter der Gewerkschaften, die nur selten sozialistische Ideen teilten, oftmals scharf. Trotzdem ging die SDF im Vorfeld der Gründung des Labour Representation Committee auch auf andere linke und gewerkschaftliche Organisationen in Großbritannien zu. Gemeinsam mit der Independent Labour Party, deren Charakter eher der einer offenen Sammlungsbewegung war; mit der Fabian Society, einem Zusammenschluss linker reformistischer Intellektueller und den traditionell in Großbritannien starken Gewerkschaften kam die SDF am 27. Februar 1900 auf der Gründungskonferenz des Labour Representation Committee, des Vorläufers der Labour Party, in der Londoner Memorial Hall zusammen und formten die erste von den Liberalen unabhängige Plattform für die parlamentarische Politik von Vertretern der Arbeiterbewegung.
Unter der Führung Hyndmans setzte die SDF ihren sektiererischen Kurs auch im LRC fort. Der Historiker Ralph Miliband meinte, dass den Fabiern, der ILP und den Gewerkschaftern der Umgang mit den Liberalen, von denen man sich mit der Gründung des LRC auch formal distanzierte, einfacher fiel, als der mit der SDF. Die SDF forderte bereits auf der Gründungskonferenz eine explizite sozialistische Charakteristik des LRC. In einem Antragstext hieß es zur Ausrichtung der Organisation: [...] a party organisation separate from the capitalist parties based upon a recognition of the class war, and having for its ultimate object the socialisation of the means of production, distribution, and exchange. Solche Forderungen stießen vor allem bei den Gewerkschaften auf starken Widerstand, während auch die ebenfalls sozialistische ILP im Sinne eines breiten Bündnisses vor allzu scharfen Bekenntnissen zum Sozialismus warnte. Nach weiteren Jahren ideologischer Auseinandersetzungen zwischen der Mehrheit im Bündnis und der SDF, verließ die Partei die Organisation, die nun schon unter dem Namen Labour Party firmierte, im Jahr 1907.

## Auflösung und Nachfolgeparteien
1911 ging die SDF schließlich in einer neuen Partei namens British Socialist Party auf. Dieser Zusammenschluss wurde von Sozialisten und Gewerkschaftern gegründet, die mit der Arbeit der noch immer über sehr wenige Unterhaus-Sitze verfügenden Labour Party unzufrieden waren. Die BSP zerbrach schließlich 1914 an der Kriegsfrage. Hyndman, der einen nationalistischen und kriegsbejahenden Kurs vertrat, gründete daraufhin die National Socialist Party. Von 1919 bis 1939 existierte erneut eine SDF nachdem sich die National Socialist Party aufgelöst hatte, war aber bedeutungslos.

## Bekannte Mitglieder
- Henry Hyndman
- Eleanor Marx
- Edward Aveling
- William Morris
- Ernest Belfort Bax
- James Ramsay MacDonald
- John Bruce Glasier
- George Lansbury
- John Elliot Burns
- Tom Mann
- Harry Quelch
- Theodor Rothstein
- Ben Tillet